# Joseph-Frédéric-Benoît Charrière

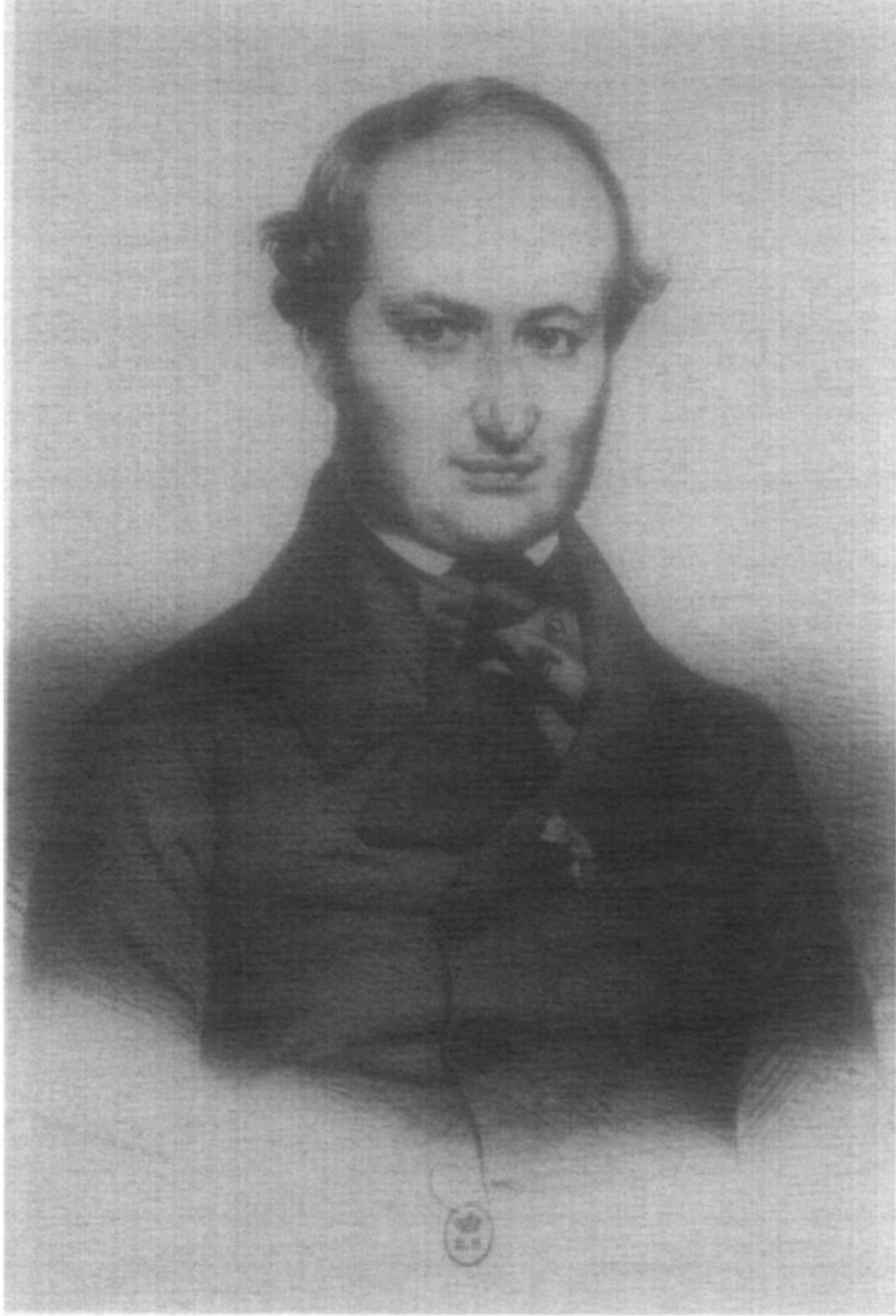
Joseph-Frédéric-Benoît Charrière

Joseph-Frédéric-Benoît Charrière (Cerniat, 19 maart 1803 - Parijs, 28 april 1876) was een Parijse instrumentmaker.

## Biografie
In Parijs begon hij op 13-jarige leeftijd als stagiair in een messenfabriek, en al op 18-jarige leeftijd richtte hij zijn eigen werkplaats op voor de vervaardiging van chirurgisch instrumentarium.
Charrière ontwikkelde in 1842 het meetsysteem (eenheid charrière, symbool Ch) die de omtrek in millimeters van een medisch instrument aangeeft. Deze maatstandaard wordt tot op de dag van vandaag nog gebruikt om de dikte van katheters, sondes, dillatators en andere specifieke medische hulpmiddelen aan te geven. 
In 1843 werd hem voor zijn buitengewone verdiensten het lidmaatschap van het Franse Legioen van Eer aangeboden.
- Bibliothèque nationale de France: cb10686160f (data)
- Gemeinsame Normdatei: 13606695X
- Historisch woordenboek van Zwitserland: 014317
- International Standard Name Identifier: 0000 0001 2124 3691
- Library of Congress Control Number: no2005042866
- Base Léonore: LH//496/58
- Nederlandse Thesaurus van Auteursnamen: 130872717
- Système universitaire de documentation: 109257081
- Virtual International Authority File: 24592789
- WorldCat: E39PBJrrtPQr4Py39VXWV9F3Qq